# Gyranthera caribensis

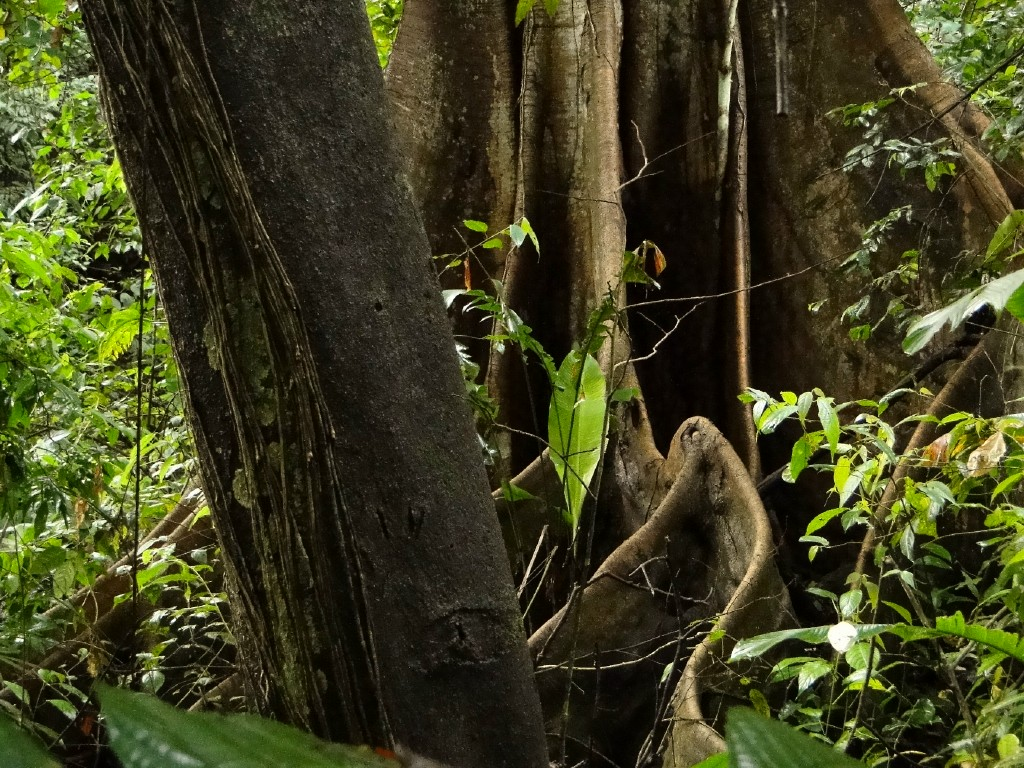
Brettwurzeln von Gyranthera caribensis

Gyranthera caribensis ist ein Baum in Familie der Malvengewächse aus der Unterfamilie der Wollbaumgewächse aus Venezuela. In Venezuela ist er auch bekannt als Cucharón, Candelo oder Niño. 

## Beschreibung
Gyranthera caribensis wächst als sehr großer, laubabwerfender Baum bis 50–63 Meter hoch. Der Stammdurchmesser erreicht über 5,4 Meter. Es werden hohe und breite Brettwurzeln ausgebildet.
Die wechselständigen und langstieligen Laubblätter sind handförmig zusammengesetzt mit bis zu 3–7 kurz gestielten Blättchen. Die verkehrt-eiförmigen bis elliptischen, etwa 11–22 Zentimeter langen Blättchen sind ganzrandig und bespitzt bis zugespitzt. Die Nervatur ist gefiedert mit bogigen Seitenadern.
Es werden endständige und einseitige Rispen (Wickel) ausgebildet. Die sehr großen Blüten sind 20–30 Zentimeter lang und cremefarben. Der lange, röhrige und ledrige, bräunliche Kelch hat zwei, drei kurze, teils zweispitzige Zipfel. Es sind 5 große und lange Kronblätter vorhanden. Die 5 vorstehenden Staubblätter sind im unteren Teil in einer langen, rippigen bis runden Röhre, mit fransig-fädigen Staminodien (sterilen Anhängseln) an der Spitze verwachsen. Oberhalb der Röhre sind die dicken Staubfäden frei, mit spiralig ineinander verdrehten 5 großen, septierten und begrannten Antheren. Der fünfkammerige Fruchtknoten ist oberständig, mit einem sehr langen, fadenförmigen Griffel mit mehrteiliger Narbe.
Es werden 25–30 Zentimeter lange, ledrig-holzige und lokulizidale, ellipsoide, leicht spindelförmige sowie einkammerige, dickschalige, fünfteilige sowie leicht rippige Kapselfrüchte mit 8–12 großen, 12–15 Zentimeter langen und einseitig geflügelten, rot-braunen Samen mit dicklichem Flügel ausgebildet.

## Taxonomie
Die Erstbeschreibung erfolgte 1921 durch Henri Pittier in Boletín Comercial e Industrial Venezuela 13: 417–433 in Contribuciones para la Flora de Venezuela 1921: 18.